# نوربرت هوفر
نوربِرت هوفِر (انگلیسی: Norbert Hofer؛ زادهٔ ۲ مارس ۱۹۷۱) سیاست‌مدار اتریشی، عضو حزب آزادی اتریش و سومین رئیس شورای ملی اتریش است. او نامزد انتخابات ریاست جمهوری ۲۰۱۶ این کشور بود و در دور اول با کسب ۳۶٪ آرا اول شد؛ اما در دور دوم انتخابات از الکساندر فن در بلن شکست خورد. دیوان عالی اتریش در ژوئیه آن سال انتخابات دور دوم را باطل کرد. تا برگزاری انتخابات جدید هوفر و دو رئیس دیگر شورای ملی این کشور موقتاً ریاست جمهوری را بر عهده داشتند.